# Hugh Hefner
Hugh Marston Hefner (9 tháng 4 năm 1926 – 27 tháng 9 năm 2017) là một tỷ phú người Mỹ, hoạt động trong lĩnh vực xuất bản báo chí, người sáng lập và là giám đốc sáng tạo của tạp chí Playboy.

## Thời trẻ
Hefner sinh tại Chicago, tiểu bang Illinois. Ông là con đầu (trong số hai con trai) của một cặp vợ chồng giáo viên, ông bà Glenn Lucius (1896 – 1976) và Grace Caroline Hefner (họ thời con gái: Swanson, 1895 – 1997). Mẹ ông gốc Thụy Điển còn bố ông có tổ tiên người Anh và Đức. Ông là hậu duệ trực hệ của thống đốc thuộc địa Plymouth William Bradford.
Hefner theo học trường tiểu học Sayre và trung học Steinmetz, sau đó làm việc cho một tờ báo của quân đội Mỹ từ năm 1944 đến 1946. Sau đó, ông tốt nghiệp Đại học Illinois với bằng cử nhân tâm lý học. Sau khi tốt nghiệp, ông học một học kỳ của chương trình sau đại học về Xã hội học và Phụ nữ – Giới tính học tại Đại học Northwestern, nhưng đã bỏ ngay sau đó.

## Sự nghiệp

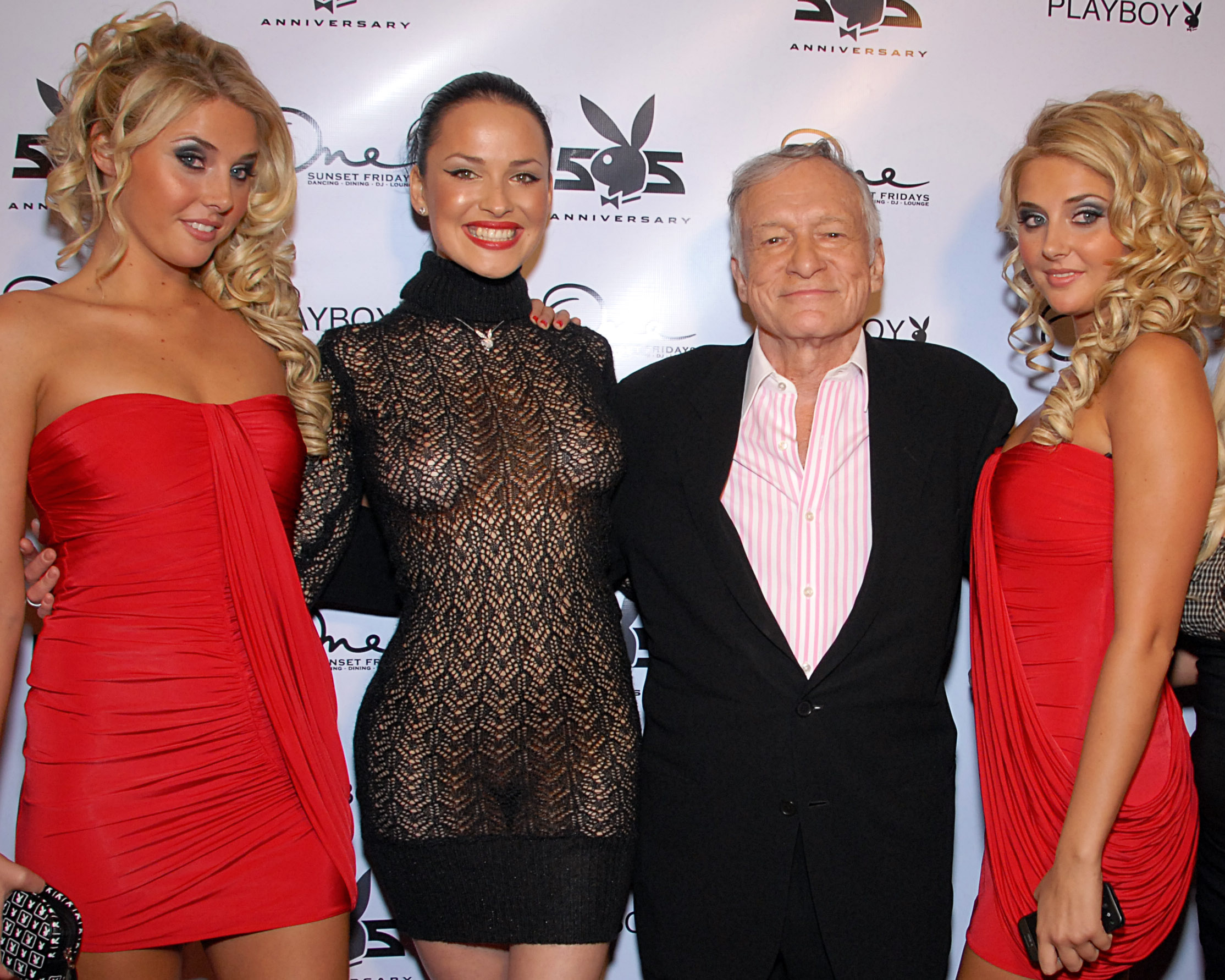
Hugh Hefner năm 2007 cùng (từ trái sang) Karissa Shannon, Dasha Astafieva và Kristina Shannon

Tháng 1 năm 1952, đang làm copywriter cho tờ Esquire, ông quyết định bỏ việc sau khi đề nghị tăng thù lao lên 5 đô-la của ông bị từ chối. Năm 1953, ông thế chấp hết tài sản của bản thân, vay ngân hàng một khoản là 600 hoặc 800 đô la và gom được thêm 8000 đô la từ 45 nhà đầu tư, trong đó có cả mẹ ông, để ra tạp chí Playboy, ban đầu định đặt tên là Stag Party. Số đầu tiên của tạp chí không đánh số, xuất bản vào tháng 12 năm 1953, đăng những bức ảnh khoả thân của Marilyn Monroe trong bộ lịch chụp từ năm 1949. Hơn 50.000 bản đã được bán hết, số tiền thu lại đủ để ông trả chi phí giấy, in ấn và đầu tư làm tiếp những số sau. Tới cuối những năm 1950, tạp chí đã được tiêu thụ hơn một triệu bản/tháng.
Đến thập niên 1960, ông tổ chức một chương trình truyền hình mang tên Playboy's Penthouse. Ông cũng mở câu lạc bộ Playboy đầu tiên ở Chicago vào tháng 2 năm 1960. Cho đến năm 1971, tạp chí đã bán được 7 triệu bản/tháng, đã có 23 câu lạc bộ Playboy, nhiều khu nghỉ dưỡng, khách sạn, sòng bạc với hơn 900 nghìn thành viên trên khắp thế giới. Cũng trong thời gian này, công ty Playboy Enterprise ra mắt công chúng với những mảng hoạt động khác nhau như xuất bản, bán lẻ, cho thuê xe limousine, thu âm và sản xuất phim.
Năm 1980, Hefner được vinh danh trên Đại lộ Danh vọng Hollywood với một ngôi sao ghi tên ông.